# Harry Krüger-York

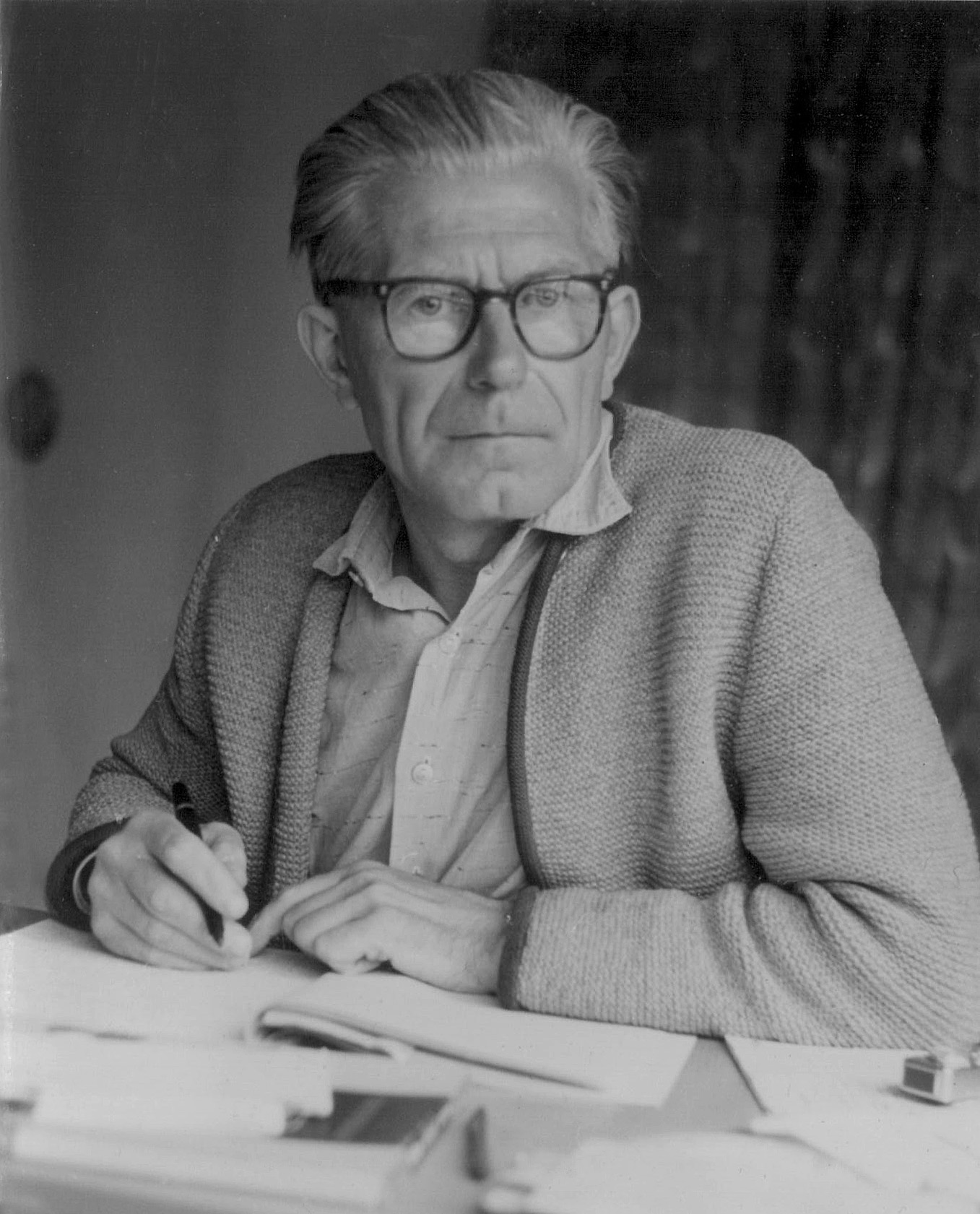
Harry Krüger-York bei der Arbeit am Schreibtisch in Bad Aibling

Harry Krüger-York (* 21. Dezember 1901 in Barth als Harry Max Benno Krüger; † 2. November 1985 in Widdersberg, Oberbayern) war ein deutscher Schriftsteller, Dramatiker, Journalist und Pressefotograf. Er schrieb Theaterstücke – unter anderem für die Niederdeutsche Bühne Hamburg – sowie Hörspiele in niederdeutscher Sprache. Unter dem Pseudonym Andreas Stephan  veröffentlichte er Heimatromane.

## Leben
Harry Krüger wurde als Sohn des Kapitäns Max Krüger und dessen Frau Maria in Barth, im heutigen Mecklenburg-Vorpommern, geboren. Er verließ mit 18 Jahren seine Heimat, um in München an der Filmhochschule zu studieren. Zu dieser Zeit lernte er seine spätere Frau Anna Niedermeier kennen. Zunächst lebte er mit seiner Frau in München, später in Hamburg und danach in Berlin. Die Ehe brachte drei Töchter hervor.
In den zwanziger Jahren arbeitete Krüger-York für Zeitungen und Zeitschriften und schrieb mit zunehmendem Erfolg Theaterstücke in plattdeutscher Sprache. Später erhielt er eine Festanstellung bei der „Berliner Pressebildzentrale“. Im Hamburger Ohnsorg-Theater wurde erstmals eines seiner Stücke, Heekt mang de Karpen (Der Hecht im Karpfenteich) aufgeführt. 1943 wurde er zur Wehrmacht eingezogen und in Finnland stationiert.
Nach kurzer englischer Kriegsgefangenschaft kehrte er 1945 zu seiner Familie zurück, die im oberbayrischen Altötting Zuflucht vor der Bombardierung Berlins gesucht hatte. Dort und ab 1948 in Bad Aibling schrieb er erneut Theaterstücke, die von seiner Frau für die Aufführung auf bayrischen Bauernbühnen übersetzt und angepasst wurden. Die Stücke wurden zunächst von ihm selbst verlegt.
Um den Unterhalt seiner Familie zu sichern nahm Krüger-York eine Stelle beim Oberbayrischen Volksblatt in Rosenheim an und schrieb bis zu seinem Lebensende u. a. Hörspiele für den bayrischen Rundfunk, Unterhaltungsliteratur und Gedichte in Dialekt und in Hochdeutsch.

## Schriften
- Heekt mang de Karpen. ’n lütten Kuddelmuddel von de Waterkant in 3 Uptöög. Mahnke, Verden 1938.
- De Erpressung. Kummödi in 3 Upt. Mahnke, Verden 1940
- Vertruunslüüd. ’n lütt lustig Spill in 3 Uptöög. Bad Aibling 1946.
- De rode Mütz. ’ne lütt Komödi. Mahnke, Verden 1951
- Kikeriki. Kumedi in 3 Törns. Mahnke, Verden 1955.
- Das Erbe der Wiesholler. Berg-Roman, Widukind, Balve i.W. 1957.
- Der Böse vom Ödhof. Berg-Roman, Widukind, Balve i.W. 1958.
- Der Sonnleitnerhof. Berg-Roman, Widukind, Balve i.W. 1958.
- De rode Mütz. Komödi in dree Uptöög. Mahnke, Verden 1960.
- Das Leid der Anna Luger. Lore-Romane Nr. 650, Marken, Darmstadt 1961.

## Hörspiele
- 1950: Streek dör de Reken – Regie: Eberhard Freudenberg  (RB)
- 1951: De Fundunnerslagung – Regie: Werner Perrey, mit Walter Scherau, Erna Raupach-Petersen, Hilde Sicks, Erwin Wirschaz, Heidi Kabel und Heinz Lanker (NWDR Hamburg)
- 1953: Dat Jubelpaar – Regie: Hans Freundt, mit Georg Pahl, Magda Bäumken, Ingeborg Walther, Heinz Lanker, Walter Scherau, Elisabeth Wolf und Ludwig Meybert (NWDR Hamburg)
- 1954: Spuren in’n Snee! – Regie: Günter Jansen, mit Hartwig Sievers, Liesel Pockrandt, Erna Raupach-Petersen, Heinz Lanker, Rudolf Beiswanger, Hilde Sicks, Otto Lüthje, Heini Kaufeld u. a. (NWDR Hamburg)
- 1959: Spuren im Schnee – Regie: Walter Netzsch, mit Ludwig Schmid-Wildy, Maria Stadler, Ulrich Beiger, Elisabeth Biebel, Michl Lang, Fritz Straßner, Erik Jelde, Gusti Kreissl u. a. (BR)